# Kinh Lễ
Kinh Lễ hay còn gọi là Lễ ký (tiếng Trung: 禮記 Lǐ Jì) là một quyển trong bộ Ngũ Kinh của Khổng Tử, tương truyền do các môn đệ của Khổng Tử thời Chiến quốc viết, ghi chép các lễ nghi thời trước. Lễ ký cùng với Chu lễ và Nghi lễ được gọi chung là Tam lễ.
Khổng Tử hiệu đính lại Kinh Lễ mong dùng làm phương tiện để duy trì và ổn định trật tự. Khổng Tử nói: "Không học Kinh Lễ thì không biết đi đứng ở đời".

## Văn bản
Học giả thời Hán là Đới Đức đã dựa vào bản do Lưu Hướng thu thập gồm 130 thiên rồi tổng hợp giản hoá còn 85 thiên gọi là Đại Đới Lễ ký, sau đó cháu Đới Đức là Đới Thánh lại đơn giản hoá Đại Đới Lễ ký còn 46 thiên, thêm vào các thiên Nguyệt lệnh, Minh Đường vị và Nhạc ký, tổng cộng là 49 thiên, được gọi là Tiểu Đới Lễ ký. Đại Đới Lễ ký đến thời Tuỳ, Đường bị thất lạc quá nửa, hiện nay chỉ còn 39 thiên, do đó Tiểu Đới Lễ ký là bản Lễ ký thông dụng hiện nay.
Thời Hán Cảnh Đế, Lỗ Cung Vương Lưu Dư phá nhà cũ của Khổng Tử để mở rộng cung thất, được một bản Kinh Lễ bằng cổ văn bao gồm 56 thiên. Các học giả về Lễ lấy phần tương đồng với 17 thiên Nghi lễ sao chép lại, nên được lưu truyền. Các thiên Bôn tang, Đầu hồ được tìm thấy ở ngoài 40 thiên, cũng được sao chép và lưu truyền. Các thiên khác do được lưu trữ ở trong bí phủ, người ngoài khó lòng xem được, về sau bị thất truyền nên được gọi là Dật Lễ (Lễ đã mất).
Thời Đường, Khổng Dĩnh Đạt biên soạn Lễ ký chính nghĩa, trong đó dẫn Lục nghệ luận của Trịnh Huyền nói rằng: "Đầu thời Hán, Cao Đường Sinh có được 17 thiên "Lễ" [...] sau đó lại có được trong vách của họ Khổng một bản "Lễ" bằng cổ văn của Hà Gian Hiến Vương bao gồm 56 thiên [...] một bản "Ký" bao gồm 131 thiên". Quan điểm cho rằng Tiểu Đới truyền thụ 49 thiên Lễ ký bắt đầu có từ Trịnh Huyền thời Đông Hán, theo Khổng Dĩnh Đạt dẫn Lục nghệ luận: "Xét Hán thư, các thiên Nghệ văn chí, Nho lâm truyện, truyền thụ "Kinh Lễ" bao gồm 13 nhà, chỉ có Cao Đường Sinh cùng với năm học trò là Đới Đức, Đới Thánh là nổi tiếng [...] Ngày nay "Lễ" được lưu hành trên đời đều là cái học của Đới Đức, Đới Thánh [...] Đới Đức truyền 85 thiên "Ký", tức là "Đại Đới ký", Đới Thánh truyền 49 thiên "Ký", tức là bản "Lễ ký" này". Quan điểm cho rằng Đại Đới san định bản "Ký" thời cổ, Tiểu Đới san định bản của Đại Đới là theo Kinh điển thích văn, thiên Tự lục của Lục Đức Minh đời Đường dẫn lời tựa Chu lễ luận của Trần Thiệu đời Tấn nói rằng: "Đới Đức san định bản "Lễ" thời cổ bao gồm 204 thiên xuống còn 85 thiên, gọi là "Đại Đới Lễ". Đới Thánh san định "Đại Đới Lễ" xuống còn 49 thiên, gọi là "Tiểu Đới Lễ". Mã Dung, Lư Thực đời Hậu Hán khảo cứu những điểm dị đồng của các nhà, phụ thêm vào các thiên của Đới Thánh, bỏ những phần rườm rà cùng những phần sơ lược, được lưu hành trên đời, tức là bản "Lễ ký" hiện nay. Trịnh Huyền cũng theo bản của Lư, Mã mà chú thích". Tùy thư, Kinh tịch chí được biên soạn trong niên hiệu Trinh Quán thời Đường cũng theo quan điểm này: "Đầu thời Hán, Hà Gian Hiến Vương có được một bản "Ký" của học trò Trọng Ni và các học giả đời sau, dâng lên triều đình, bao gồm 131 thiên, lúc đó không có người truyền lại. Lưu Hướng khảo hiệu kinh sách, kiểm lại còn 130 thiên, Hướng nhân đó mà sắp xếp lại theo thứ tự. Lại có thêm 33 thiên "Minh Đường Âm dương ký", 7 thiên "Khổng Tử tam triều ký", 27 thiên "Vương Sử thị ký", 23 thiên "Nhạc ký", tổng cộng là năm loại, 214 thiên. Đới Đức bỏ những phần trùng lặp, hợp với lời ký, còn 85 thiên, gọi là "Đại Đới ký". Đới Thánh lại san định sách của Đại Đới, còn 46 thiên, gọi là "Tiểu Đới ký". Cuối thời Hán, Mã Dung truyền lại cái học của Tiểu Đới. Dung lại định một thiên "Nguyệt lệnh", một thiên "Minh Đường vị", một thiên "Nhạc ký", tổng cộng là 49 thiên, Trịnh Huyền học với Dung, lại làm chú thích".
Những năm gần đây có nhiều ý kiến hoài nghi việc Đới Đức, Đới Thánh san định Lễ ký, do số thiên và nội dung các thiên trong Đại Đới Lễ ký và Tiểu Đới Lễ ký khác nhau, cùng với các nguồn tài liệu khác đặt ra vấn đề liệu thời Hán đã tồn tại và lưu truyền Đại Đới Lễ ký hay chưa. Do Hán thư, Nghệ văn chí không hề ghi chép nội dung truyền thụ của Đại Đới và Tiểu Đới, cũng không nói rõ việc Đại Đới và Tiểu Đới biên soạn Lễ ký, mà chỉ nói rằng: ""Lễ cổ kinh" bao gồm 56 quyển, "Kinh" bao gồm 70 (17) thiên, "Ký" bao gồm 131 thiên [...] Phàm Lễ có 13 nhà, 555 thiên". Tuy nhiên, Hán thư, Nghệ văn chí có ghi chép việc Đới Đức, Đới Thánh được lập làm học quan: "Đầu thời Hán, Cao Đường Sinh người nước Lỗ truyền thụ 17 thiên "Sĩ lễ" (tức là Nghi lễ), đến thời Hiếu Tuyên thì Hậu Thương là nổi tiếng nhất. Đới Đức, Đới Thánh, Khánh Phổ đều là học trò (của Hậu Thương), cả ba nhà được lập làm học quan. "Lễ cổ kinh" có xuất xứ từ Yêm Trung nước Lỗ và nơi họ Khổng, lời văn giống với 17 thiên (Sĩ lễ), ngoài ra còn có nhiều hơn 39 thiên". Hán thư, Nho lâm truyện cũng có ghi chép thầy học và học trò của Đại Đức và Đới Thánh. Hiện nay đã biết rõ hai chữ "Lễ" và "Lễ ký" mà người thời Hán sử dụng có ranh giới không rõ ràng. Các văn bản được viết trên thẻ tre mới được phát hiện gần đây mang hy vọng mới cho việc tìm hiểu văn bản Lễ ký, như qua phân tích văn bản trên thẻ tre Quách Điếm cho thấy thiên Truy y xuất hiện trước thời Tần.
Các tác phẩm chú thích Lễ ký gồm có:
- Lễ ký chú sớ: Trịnh Huyền thời Đông Hán soạn Lễ ký chú, Khổng Dĩnh Đạt thời Đường soạn Lễ ký chính nghĩa, 63 quyển, một trong Ngũ kinh chính nghĩa, Thập tam kinh chú sớ.
- Đại học chương cú 1 quyển, Trung dung chương cú 1 quyển, nằm trong bộ Tứ thư chương cú tập chú của Chu Hy thời Nam Tống.
- Lễ ký tập thuyết 10 quyển của Trần Hạo thời Nguyên, là kinh điển dùng trong khoa cử thời Minh[11].
- Lễ ký tích nghi 48 quyển của Phương Bao thời Thanh.

Các tác phẩm nghiên cứu về Lễ ký hiện nay là Lễ ký dịch chú của Tiền Huyền, Lễ ký dịch giải của Vương Văn Cẩm, Lễ ký hiệu chú của Trần Thú Quốc.

## Bố cục

### Tiểu Đới Lễ ký
Tiểu Đới Lễ ký (bản thông dụng) gồm 49 thiên:
1. Khúc lễ thượng
2. Khúc lễ hạ
3. Đàn cung thượng
4. Đàn cung hạ
5. Vương chế
6. Nguyệt lệnh
7. Tăng Tử vấn
8. Văn Vương thế tử
9. Lễ vận
10. Lễ khí
11. Giao đặc sinh
12. Nội tắc
13. Ngọc tảo
14. Minh Đường vị
15. Tang phục tiểu ký
16. Đại truyện
17. Thiếu nghi
18. Học ký
19. Nhạc ký
20. Tạp ký thượng
21. Tạp ký hạ
22. Tang đại ký
23. Tế pháp
24. Tế nghĩa
25. Tế thống
26. Kinh giải
27. Ai Công vấn
28. Trọng Ni yên cư
29. Khổng Tử nhàn cư
30. Phường ký
31. Trung dung
32. Biểu ký
33. Truy y
34. Bôn tang
35. Vấn tang
36. Phục vấn
37. Gián truyện
38. Tam niên vấn
39. Thâm y
40. Đầu hồ
41. Nho hạnh
42. Đại học
43. Quan nghĩa
44. Hôn nghĩa
45. Hương ẩm tửu nghĩa
46. Xạ nghĩa
47. Yến nghĩa
48. Sính nghĩa
49. Tang phục tứ chế

### Đại Đới Lễ ký
Đại Đới Lễ ký hiện còn 39 thiên:
1. Chủ ngôn
2. Ai Công vấn ngũ nghĩa
3. Ai Công vấn ư Khổng Tử
4. Lễ tam bản
5. Lễ sát
6. Hạ tiểu chính
7. Bảo phó
8. Tăng Tử lập sự
9. Tăng Tử bản hiếu
10. Tăng Tử lập hiếu
11. Tăng Tử đại hiếu
12. Tăng Tử sự phụ mẫu
13. Tăng Tử chế ngôn thượng
14. Tăng Tử chế ngôn trung
15. Tăng Tử chế ngôn hạ
16. Tăng Tử tật bệnh
17. Tăng Tử thiên viên
18. Vũ Vương tiễn tộ
19. Vệ Tướng quân Văn Tử
20. Ngũ Đế đức
21. Đế hệ
22. Khuyến học
23. Tử Trương vấn nhập quan
24. Thịnh đức
25. Minh Đường
26. Thiên thặng
27. Tứ đại
28. Ngu Đới đức
29. Cáo chí
30. Văn Vương quan nhân
31. Chư hầu thiên miếu - Chư hầu hấn miếu
32. Tiểu biện
33. Dụng binh
34. Thiểu nhàn
35. Triều sự
36. Đầu hồ
37. Công phù
38. Bản mệnh
39. Dịch bản mệnh

## Nội dung
Chu Hy soạn sách Chu Tử gia lễ, cho rằng Lễ ký chỉ dùng để giải thích Nghi lễ. Nguyễn Nguyên trong Thư Đông Hoản Trần thị "Học bộ thông biện" hậu nói rằng: "Chu Tử lúc trung niên giảng về lý, cố nhiên tinh thuần, lúc cuối đời giảng về lễ, càng chịu đựng những phức tạp khó khăn. Thành thật thấy rằng lý đều bắt nguồn từ lễ. Xưa nay sở dĩ trị được thiên hạ là do lễ, ngũ luân đều là lễ [...] Như nhà Ân chuộng màu trắng, nhà Chu chuộng màu đỏ, đó là lễ. Nếu như đời Chu mà có người chuộng màu trắng, không dùng lễ mà phân tích thì người ta không thể tranh cãi được, không dùng lý mà phân tích thì không thể không tranh cãi được. Cho nên lý tất phải theo sau lễ mà thi hành, nếu chỉ nói lý suông thì đây đó tà thuyết sẽ nổi lên".
Toàn bộ Lễ ký được viết bằng tản văn, một số thiên có giá trị văn học rất lớn. Có thiên sử dụng các mẩu chuyện nhỏ sinh động để làm sáng tỏ đạo lý, có thiên khí thế hào hùng, kết cấu chặt chẽ, có thiên gọn lời đủ ý, ý vị sâu xa, có thiên sở trường về miêu tả và khắc họa tâm lý, trong tác phẩm còn có rất nhiều câu cách ngôn, thành ngữ mang nặng tính triết lý, tinh tế và sâu sắc.

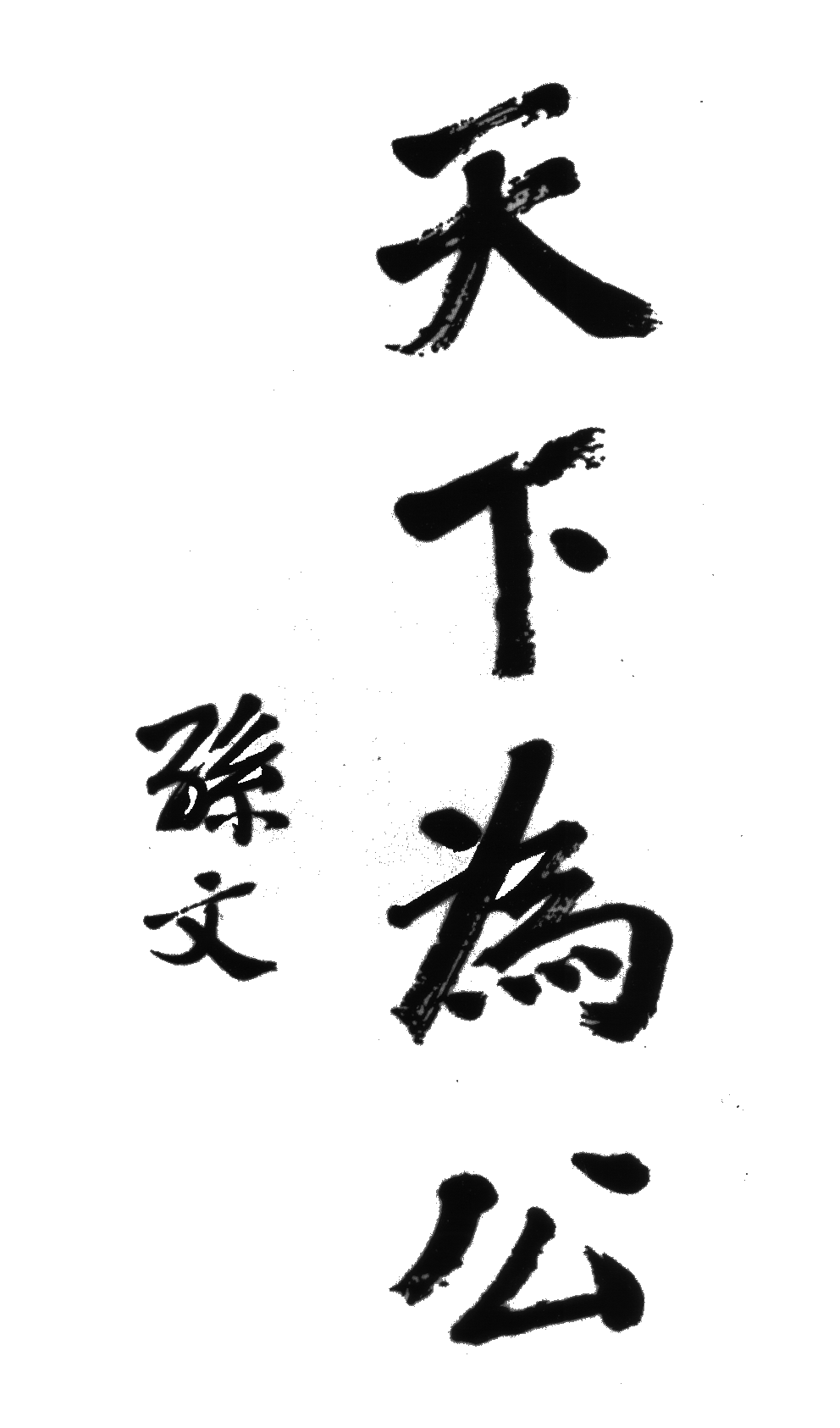
Bút tích bốn chữ "Thiên hạ vi công" của Tôn Trung Sơn

Lễ ký không chỉ là sách miêu tả về chế độ điển chương mà còn là sách giáo khoa về nhân nghĩa đạo đức. Trong đó có những thiên nổi tiếng như Đại Học, Trung Dung, Lễ vận (đoạn đầu), hai thiên Đại Học và Trung Dung được Chu Hy tách ra, cùng với Luận ngữ và Mạnh Tử tạo thành Tứ thư. Đoạn đầu thiên Lễ vận là cuộc đối thoại giữa Khổng Tử và Tử Du, còn được gọi là thiên Lễ vận đại đồng, hai chữ "đại đồng" (大同) thường được dùng để chỉ về một thế giới lý tưởng, không ít địa danh sử dụng hai chữ này.

## Trích dẫn tiêu biểu
- Thiên hạ vi công (Thiên hạ là của chung): Lễ ký, thiên Lễ vận, Khổng Tử nói với học trò là Ngôn Yển (Tử Du) rằng: "Đại đạo chi hành dã, thiên hạ vi công" (大道之行也，天下為公): Đạo lớn được thi hành thì thiên hạ là của chung.

## Bản dịch tiếng Việt
- Kinh Lễ, Nguyễn Tôn Nhan biên dịch và chú giải, Nhà xuất bản Văn học, 1999.